# Palmer Land

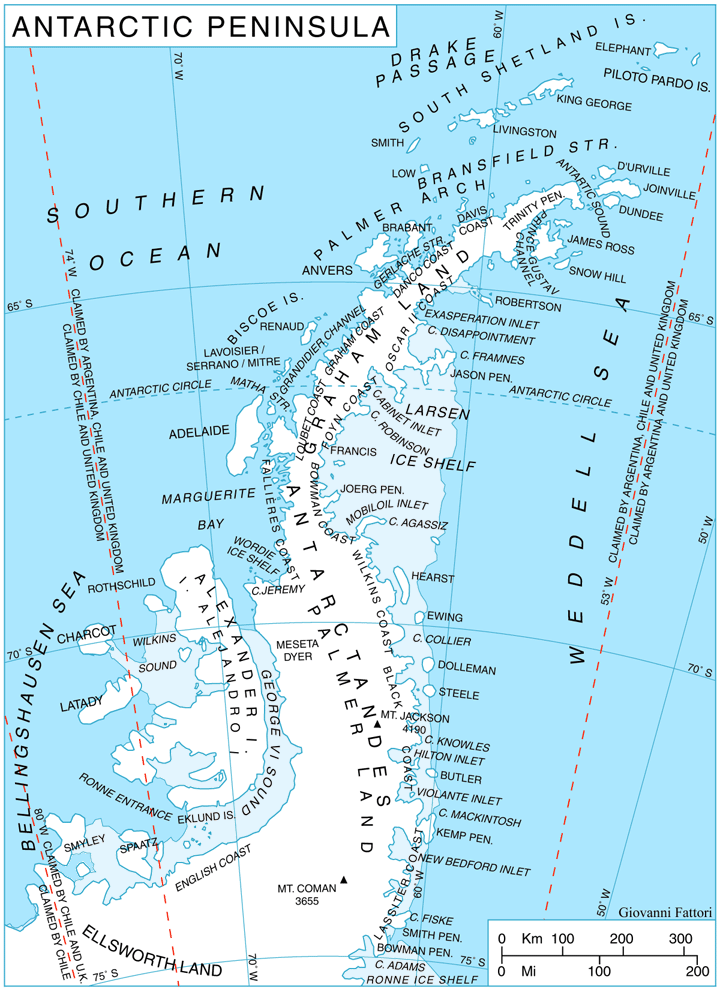
Översiktskarta över Palmer Land.

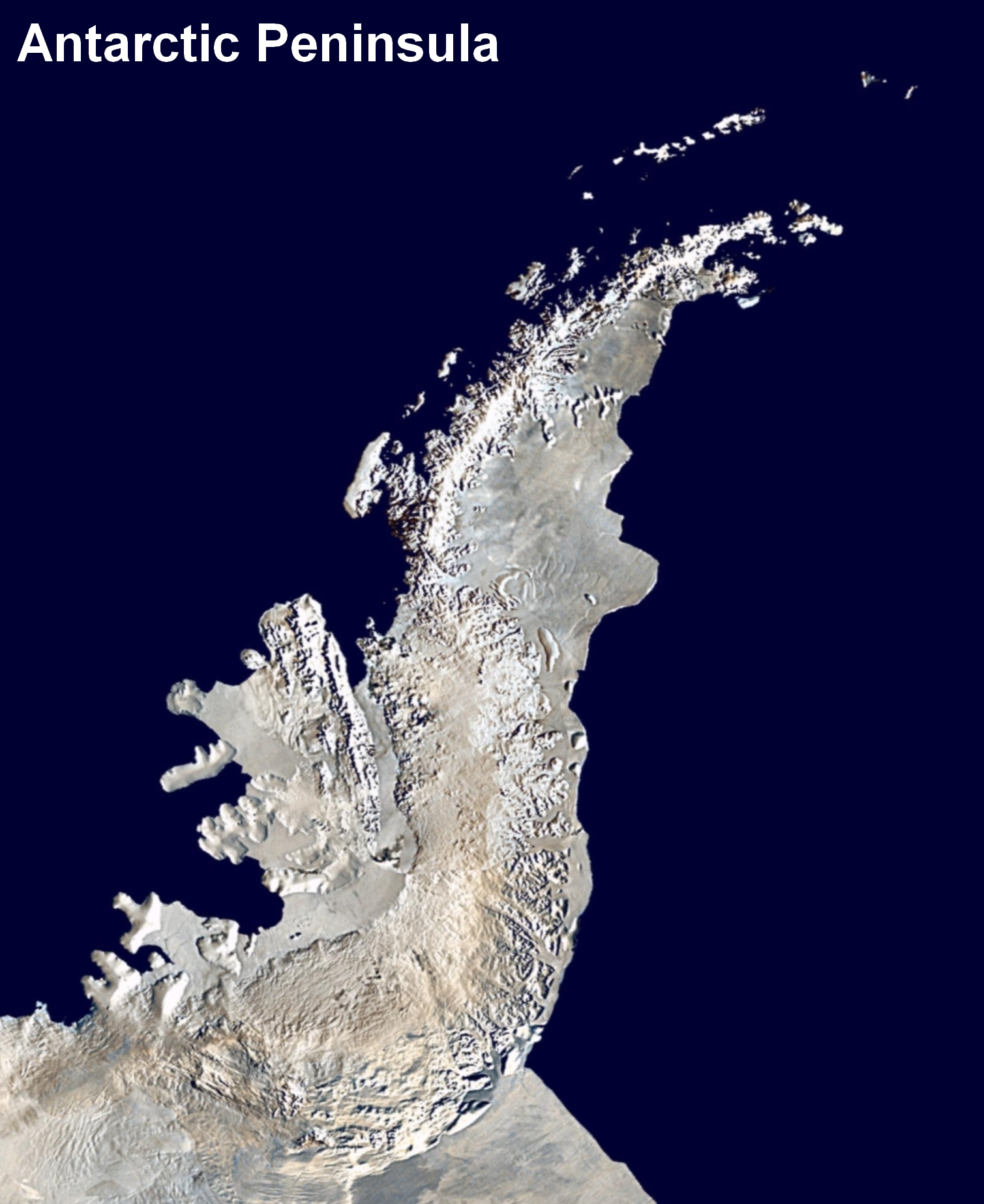
Satellitbild över Palmer Land.

Palmer Land (engelska: Palmer Land) är ett landområde i västra Antarktis.

## Geografi
Palmer Land ligger på den södra delen av Antarktiska halvön i Västantarktis mellan Graham Land och Ellsworth Land. Området gränsar till George VI-shelfis och Bellingshausenhavet i väst och mot Larsens shelfis, Filchner Ronne shelfis och Weddellhavet i öst. Området sträcker sig mellan cirka 60° V till 79° V.
Området är bergigt med höjder på mellan 2 000 meter och upp till 4 200 meter. De högsta topparna är Mount Jackson med 4 190 m ö.h.och Mount Coman med 3 655 m.
Området ligger inom Argentinska Antarktis, Chilenska Antarktis och Brittiska Antarktis (respektive nationers Landanspråk på Antarktis).

## Historia
Palmer Land upptäcktes den 16 november 1820 av amerikanske Nathaniel Brown Palmer som med fartyget "Hero" utforskade området söder om Deception Island åren 1820 till 1822.
1964 fastställdes namnet av amerikanska "Advisory Committee on Antarctic Names" (US-ACAN, en enhet inom United States Geological Survey) och brittiska "Antarctic Place-Names Committee" (UK-APC, en enhet inom Foreign and Commonwealth Office).